# Subfossil
Subfossil (av latinets sub, "under", och fossilis, "uppgrävd") är ben och växtdelar som bara delvis har blivit förvandlade till fossil. Ibland kan det vara lämningar efter organismer som finns än idag, men det kan också vara helt utdöda arter. Exempel på svenska subfossil är mammut och skalbanksfaunan i västra Sverige.